# Гібридома
Гібридома — штучна гібридна клітинна лінія, створена для отримання моноклональних антитіл у великих кількостях шляхом злиття B-лімфоцитів людини і клітин мієломи. Перед злиттям клітин, вони обробляються за допомогою агенту, що порушує мембрани, наприклад поліетиленгліколю або вірусу Сендай. Потім до B-лімфоцитів додається антиген, і вони починають виробляти антитіла. Оскільки ракові клітини мієломи «безсмертні», тобто здатні ділитися практично необмежено, після злиття і відповідної селекції отримана гибридома, що виробляє антитіла проти антигену, може підтримуватися довгий час.